# Reifenwerk Heidenau
Das Reifenwerk Heidenau ist ein 1946 als Heidenauer Gummiwerke gegründeter Reifenhersteller mit Sitz in Heidenau in Sachsen. Nach Eingliederung in den VEB Reifenkombinat Fürstenwalde (Pneumant) sowie späterer Privatisierung firmiert es heute als Reifenwerk Heidenau GmbH & Co Produktions KG für Gummi- und Kunststoffartikel.

## Geschichte
1946 wurde das Unternehmen als Heidenauer Gummiwerke gegründet. In den ersten sechs Jahren des Bestehens des Unternehmens wurden Gummiformartikel wie Fußmatten und Schuhsohlen produziert. Ab 1952 wurde mit der Produktion von Pkw-Reifen begonnen, gleichzeitig wurde die Fahrradreifenfertigung aufgebaut. 1953 wurden jährlich knapp 100.000 Reifen hergestellt.
Von 1969 bis 1990 war das Reifenwerk Heidenau in den VEB Reifenkombinat Fürstenwalde eingegliedert, wobei die gesamte DDR-Reifenindustrie unter dem Namen „Pneumant“ lief. Der VEB Reifenwerk Heidenau war auf die Entwicklung und Produktion von Moped- und Motorradreifen spezialisiert. Es wurden jedoch auch Reifen für Elektrokarren und Ackermaschinen sowie Luftschläuche für Fahrzeug- und Motorradreifen hergestellt. 1990 wurde der VEB einzeln aus dem Kombinat ausgegliedert.
Zu DDR-Zeiten arbeiteten bis zu 780 Beschäftigte im Reifenwerk, nach der Privatisierung Ende 1993 durch die Treuhandanstalt noch 108.
Seit 1994 lautet der offizielle Name Reifenwerk Heidenau GmbH & Co. Produktions KG für Gummi und Kunststoffartikel. Hauptgesellschafter ist die Gummi-Hansen GmbH & Co. Produktions KG in Hannover. Ende 2015 wurden rund 200 Mitarbeiter beschäftigt und ein Umsatz von 23 Millionen Euro erwirtschaftet.

## Produkte

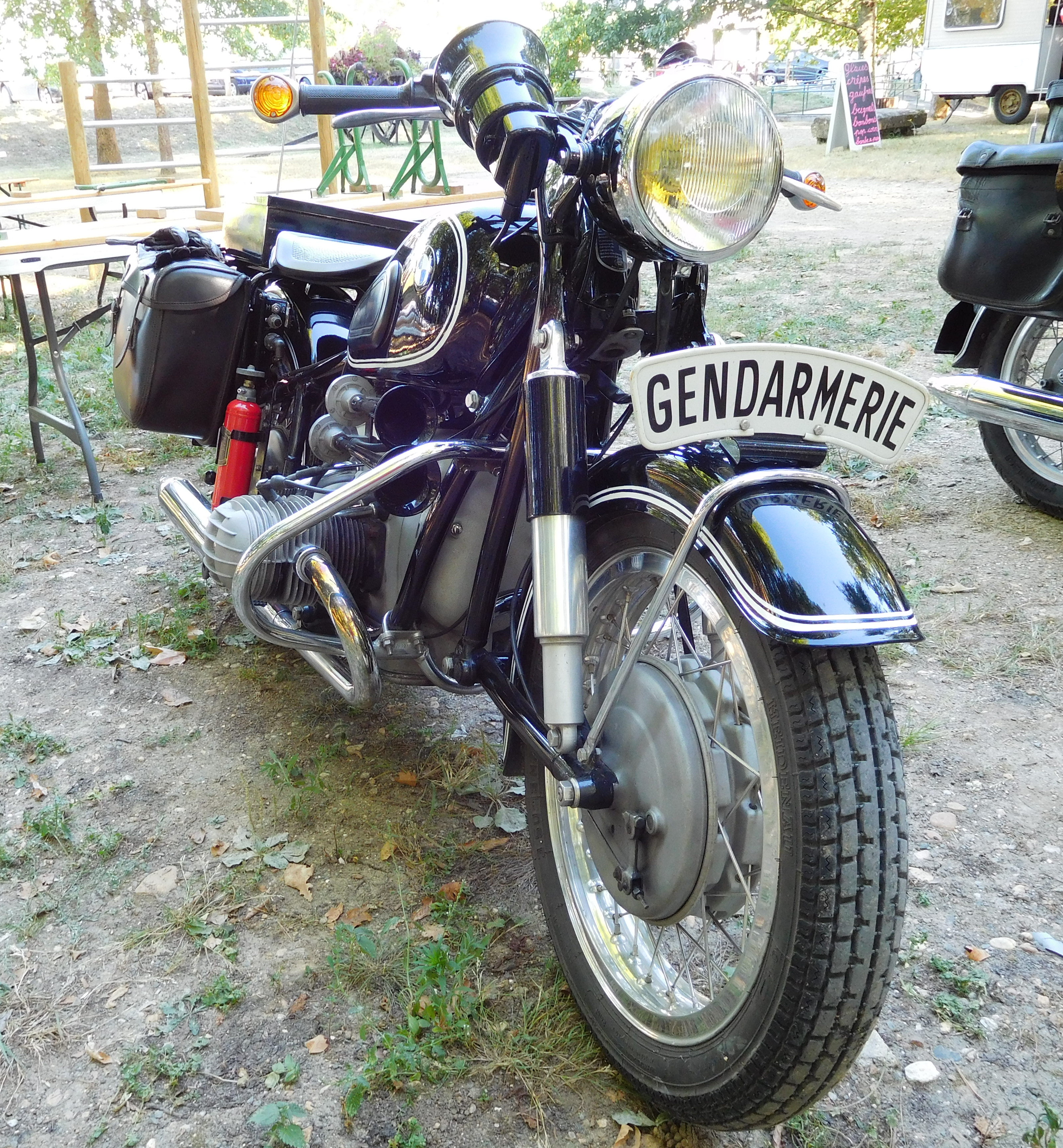
BMW-Motorrad mit Heidenau-Reifen

Die Entwicklung und Produktion umfasst Zweirad-, Kart-, Kraftfahrzeug- und Industriereifen sowie Schläuche. Die Reifenwerke Heidenau stellten auch Reifen für den Trabant, Barkas und Multicar sowie für die Kleinkrafträder der Marke Simson her. Im Motorradbereich gehören neben Straßen- und Enduroreifen auch Trialreifen zum Sortiment. Von 35 Produkten im Jahr 1993 wurde das Sortiment auf weit über 500 Produkte im Jahr 2011 erweitert. Das Reifenwerk Heidenau ist eine der wenigen Reifenfirmen, die Winterreifen für Motorräder anbieten. Die Firma hat Kontakt zu Kunden in 40 Ländern.
2013 wurden sie von der Fachzeitschrift Bike und Business in Bezug auf die Kundenzufriedenheit bei den Reifenherstellern auf den 2. Platz  gewählt.

## Rezeption in der Kunst
Von 1962 bis 1964 hatte die Künstlerin Elfriede Schade einen Betriebsvertrag mit dem VEB Reifenwerk Heidenau. 1962 entstanden ihre Werke Kollege Hänel im VEB Reifenwerk Heidenau und Arbeiter des VEB Reifenwerk Heidenau, die im August 1976 in der Ausstellung 200 Jahre Malerei in Dresden in der Gemäldegalerie Neue Meister der Staatlichen Kunstsammlungen Dresden zu sehen waren.